# خانواده سلطنتی (مستند)
خانواده سلطنتی (انگلیسی: Royal Family) مستند تلویزیونی بریتانیایی دربارهٔ خانواده الیزابت دوم است که در ژوئن ۱۹۶۹ از بی‌بی‌سی وان و آی‌تی‌وی پخش شد. این مستند بیش از ۳۰ میلیون بیننده در بریتانیا داشت.